# Rafael García Torres
Jose Rafael García Torres (født 14. august 1974 i Mexico City, Mexico) er en tidligere mexicansk fodboldspiller (central midtbane).
García tilbragte hele sin 16 år lange karriere i hjemlandet, hvor han blandt andet var tilknyttet Pumas UNAM, Deportivo Toluca og Cruz Azul. Længst tid var han tilknyttet Deportivo, hvor han spillede i seks sæsoner og var med til at vinde tre mexicanske mesterskaber.
Gárcia nåede over en periode på 10 år at spille 52 kampe og score tre mål for Mexicos landshold. Han repræsenterede sit land ved en lang række internationale slutrunder, heriblandt VM i 2002 i Sydkorea/Japan og VM i 2006 i Tyskland. Han var også med til at vinde guld ved Confederations Cup 1999 på hjemmebane samt ved de nordamerikanske mesterskaber CONCACAF Gold Cup i 2003.

## Titler
Liga MX
- 1999, 2000 og 2003 med Deportivo Toluca

Confederations Cup
- 1999 med Mexico

CONCACAF Gold Cup
- 2003 med Mexico